# TAKUYA
TAKUYA（タクヤ、本名：浅沼 拓也（あさぬま たくや）、1971年9月9日 - ）は、日本のミュージシャン、音楽プロデューサー。京都府京都市出身。血液型はO型。ユニバーサルミュージック所属。
元JUDY AND MARYのギタリストで、ソロ活動の際にはTAKUYA名義とソロユニットのROBOTS（ロボッツ）名義を使い分けている。

## 経歴・人物
京都市左京区のノートルダム学院小学校卒業後、父親の教育方針により当時全寮制だった男子校の長崎県の海星中学校へ単身入学。しかし、アメリカ映画のような華やかな生活をイメージしていた父の想いとは裏腹に、毎朝の点呼、空調のない部屋、いじめの標的となれば四六時中闇討ちの恐怖に苛まれ、中には精神的な理由で病院送りになる者も出るという過酷な寮生活を約2年間送ることとなる。その中で沖縄出身の同級生に部屋で闇討ちされ、頭蓋骨を骨折し、スポーツ選手の夢を断念する（本人曰く、今でも時折痛むらしい）。
その後、先輩の部屋で出会った音楽に傾倒するようになる。その当時はシンセサイザーが主流の音楽が大流行していたのもあり、当初はキーボーディストを目指していた。自らもシンセサイザーを手に入れようとした矢先、京都の実家が放火で焼け落ちてしまい、両親に機材を購入してもらう計画は立ち消えとなった。寮の風呂場で落ち込んでいたところ、先輩から1万5000円で、分割でもよいからとギターを売ってもらったのがギターとの出会いである。それ以来ギターに熱中し、教師にギターを取り上げられてもなお奪い返すほど、ギターにのめり込んでいった。音楽を聴けない寮生活の環境で、雑誌に載っている楽譜を見ながらひたすら練習したという。中学3年生の1学期に退学し、地元京都の周山中学校へ編入。夏休みにフルタイムで深夜のアルバイトに励むことで、商売人の両親に学歴をあきらめさせる策を練ったと後にライブで語っている。
X JAPANをインディーズ時代のかなり初期から知っており、ライヴを見ていた。ライヴ中の観客のパフォーマンス「Xジャンプ」はTAKUYAと友人たちが考案し、後に多くのX JAPANファンに広まったと公言している。
1989年、「Relish of Rose」というヴィジュアル系バンドでヤマハの「TEENS' MUSIC FESTIVAL」に出場し、全国大会にのぼり入賞する（当時のボーカル加藤孝之（赤P-MAN）は現在お笑い芸人としてオフィス北野所属で活躍中）。それがきっかけとなり加藤と共に音楽活動をすべく上京、NHKの大道具としてバイトをしていた頃、大ファンだったデヴィッド・ボウイの影響でパントマイムを習う。
analersのヨウイチ率いるバンド・SKAFUNK（スカンクと読む。実際の表記はFにスラッシュ）に途中から在籍するも、間もなく解散。その後、自身でROBOTSを結成してライブを中心に活動していた頃、当時インディーズでCDをリリースしメジャーデビューに向けて準備中だったJUDY AND MARYへの加入を山羊智詞&赤羽楽団で知り合った恩田快人と五十嵐公太から誘われる。オーディションで文句なしの合格を決めて加入（加入当初は本名の「浅沼拓也」の名前を使用）、1993年「POWER OF LOVE」でJUDY AND MARYデビュー。バンド中期以降はメインソングライターとして活動を支えた。その傍らROBOTSでの活動も再開させ、1997年にはライブツアーも敢行している。2001年にJUDY AND MARYを解散し、2002年からはソロ活動を開始。
2004年に地元・京都の元芸妓の女性と結婚するが、2006年に離婚している。
2005年からはプロデューサーとしても活躍し、高橋瞳、喜多修平などのプロデュースを手がけている。
2007年から2008年にかけて行われた布袋寅泰「HOTEI & The WANDERERS FUNKY PUNKY TOUR 2007-2008」にギタリストとして参加した。
2009年にROBO+Sを解散するも、現在に至るまで積極的にライブなどの音楽活動を行っており、2010年には上木彩矢とともに『仮面ライダーW』の主題歌にタイアップされた縁で同番組に出演、俳優デビューも飾っている。また、お笑いコンビのアメリカザリガニと結成した音楽ライブとコントを融合したコメディーユニット「商店街バンド」での活動も行っている。
2015年4月、Slush Asiaにて「福岡をアジアの音楽のハブにする」構想を発表。日本国内で「電源」「立地」「カルチャー」の三点から、最も福岡が条件に一致する街だという。
2021年にAqoursの派生ユニットCYaRon!のアルバム『ある日…永遠みたいに!』に全面参加し楽曲を提供。同年に開催されたライヴにもバンドメンバーとして参加。
2022年、大黒摩季のバックでギター担当としてライブで活躍。
2023年より中華民国（台湾）に在住中。それと前後して日本で健康診断を受けた処、心臓に異常が発見され、「不整脈の治療が必要」と診断された。このため、2024年秋にカテーテルアブレーション手術を受けることを明らかにした。

## 音楽的特徴と影響
エッジの効いた音色で激しいカッティングやアルペジオなどを用い、ヴォーカルのバッキングであっても変則的に動き回るトリッキーかつメロディアスな演奏が特徴的。
また、京都市でも舞妓や芸妓など伝統文化の息づく街で育ったためか、「KYOTO」「イロトリドリノセカイ」「HOTARU」など、作風にも情緒的な世界観が表れている。
テレキャスターシェイプのギター愛用しているが、きっかけはSKAFUNK時代に、面倒を見てくれていた、杉本恭一（レピッシュ）の影響によるところが大きい。
人生で初めて購入したエフェクターはノイズゲートで「先輩に騙された」との事。
影響を受けたミュージシャンは布袋寅泰、XTC、デヴィッド・ボウイ。

## 使用機材
- ギター
  - Fender Telecaster
  - Fender Telecaster 70s
  - Fernandes JAM-T Black
  - Fernandes JAM-T Blue
  - Fernandes JAM-T Clear
  - Fernandes JAM-T Clear Pink
  - Fernandes TE-T Red
  - Fernandes TE-T Special Edition Venetian Dog
  - Gibson Les Paul Custom Wine Red - これはTAKUYAのギターではなく、佐久間正英が所有していたギターである。1997年にロンドンの楽器屋にて購入された。「LOVER SOUL」のレコーディングはこのギターが使用された。
  - Gretsch G6128T Duojet 1950s - 珍しいキャデラックグリーン仕様。
  - Gretsch G6128T Duojet 1956
  - Gretsch Rancher 1970s
  - Gretsch 6120 Chet Atkins 1956
  - Journeyman Stratocaster Light Green
  - Journeyman Telecaster
  - Parkar Fly
  - Taylor guitar
  - Tsubasa Guitar Telecaster TAKUYA Model - TAKUYA本人モデル。赤いボディーには「GUITAR DE POP」「JAM」といった文字がペインティングされている。メインギターである。
  - Tsubasa Guitar Telecaster TAKUYA Model - TAKUYAモデル。上記のメインギターのプロトタイプのギター。
  - Vox Guitar ORGAN
  - Zemaitis Acoustic 12 Strings - 受け取るときの梱包が新聞紙であったギター。
  - Zemaitis Shell Top - TAKUYAが所有するギターの中で一番高額なギター。
  - Zemaitis Metal Top 1997 - ライブでスタッフが過ってギターを倒してしまい、ネックを折った過去を持つギター(リペア済)。前はいい音したけれど直してから全然いい音しなくなったと語っている。
  - Zemaitis Wood Top 1980 - Zemaitisの初期モデル。現在滅多に市場に出回らないギターである。

＊アンプ
- - Divided by 13
  - ROCKET AMP

## 人物
実家は、京都に数店舗ある喫茶店「あさぬま」を経営している。また四条にある「アサヌマ写真場」は叔父が経営している。
大のサッカーファンとしても名を馳せ、自身では芸能人サッカーチーム「THEミイラ」に所属し、不定期ながらも試合に参加して活躍している他、『ORANGE SUNSHINE』には「special thanks to JUBILO」のクレジットが有るなどジュビロ磐田のファンとしても知られている。また、サッカー選手の稲本潤一の大ファンであり、親交も深く、稲本選手の後援会長でもある。尚、ヤマハスタジアムにあるサポーターズクラブメンバーズボードには10年以上もの間、会員の欄に「浅沼拓也」の名前がある。2008年には歌手活動も行っている現役女子サッカー選手・石田美穂子（アーティストネームは「石田ミホコ」）のデビュー曲のプロデュースを行った。 LUNA SEAのINORANや175RのSHOGOとは、親交がある。
ゲームも好きで、特にモンスターハンターが大得意。中川翔子も驚くほど、芸能界でもかなりの腕前である。地元京都の天下一品のラーメンが産湯というくらいの好物で、またライブでの初ギャラで打ち上げをしたのは餃子の王将で、王将の料理はソウルフードとまで明言している。

## ディスコグラフィ

### シングル
|                                                | 発売日         | タイトル                   | 規格品番                          | 収録曲 | 備考 |
| ROBOTS(ROBO+S)                                 | ROBOTS(ROBO+S) | ROBOTS(ROBO+S)             | ROBOTS(ROBO+S)                    | ROBOTS(ROBO+S) | ROBOTS(ROBO+S) |
| ---------------------------------------------- | -------------- | -------------------------- | --------------------------------- | --- | --- |
| 1st                                            | 1997/9/1       | コイビト                   | ESDB-3788                         | 1. コイビト 2. 教会のうた 3. コイビト(Backing Track)                                                                                                 | オリコン最高31位 #3はアルバム未収録。                                                                                            |
| 2nd                                            | 1997/10/29     | ROBOT                      | ESDB-3795                         | 1. ROBOT 2. ROBOT(TAKUYA-MIX) 3. ROBOT(Backing Track)                                                                                                | オリコン最高49位 #2、#3はアルバム未収録。                                                                                        |
| 3rd                                            | 1998/2/25      | パレット                   | ESDB-3825                         | 1. パレット 2. パレット(Backing Track) | アルバム「GUITAR DE POP」からのリカット。 TBS系「Maboodachi」エンディング・テーマ #2はアルバム未収録。                           |
| 4th                                            | 1998/5/13      | she-through                | ESDB-3835                         | 1. she-through 2. 僕の天気予報 3. she-through(Backing Track)                                                                                         | TBS系「b」オープニング・テーマ オリコン最高69位 全曲アルバム未収録。                                                             |
| 5th                                            | 1998/9/9       | ALCHEMIST                  | ESDB-3863                         | 1. ALCHEMIST 2. ALCHEMIST(Backing Track) | オリコン最高44位 全曲アルバム未収録。                                                                                            |
| 6th                                            | 1998/9/9       | イロトリドリ ノ セカイ     | ESDB-3858                         | 1. イロトリドリ ノ セカイ 2. イロトリドリ ノ セカイ(Backing Track)                                                                                   | JUDY AND MARYによる同曲シングルと同時リリースされた競作。セルフカバー。 オリコン最高31位 全曲アルバム未収録。                    |
| 7th                                            | 1999/11/3      | JUMPING JACK               | ESDB-3921                         | 1. JUMPING JACK 2. I AM THE WALRUS | I AM THE WALRUSはビートルズのカバー #1はアルバムバージョン、#2はアルバム未収録。                                                 |
| 8th                                            | 2000/1/21      | Cloud Collector            | ESCB-2082                         | 1. Cloud Collector 2. ジェット気流(Live) 3. ROBOT(Live)                                                                                              | アルバム「クラウドコレクター」からのリカット。初のマキシシングル。 #2、#3アルバム未収録。                                        |
| 9th                                            | 2006/6/18      | Greatest delight           |                                   | | 「ROBOT+S」改名してからの作品、ライヴ会場及びインターネット限定販売。                                                            |
| 10th                                           | 2007/5/28      | キルミーリルビー           |                                   | | ライヴ会場限定販売。 |
| 11th                                           | 2008/12/24     | ZERO                       |                                   | | 配信限定シングル。 |
| 12th                                           | 2009/1/28      | バタフライ                 |                                   | | 配信限定シングル。 |
| TAKUYA                                         |                |                            |                                   | | |
| 1st                                            | 2002/9/11      | i love you                 | UPCH-5120                         | 1. i love you 2. VICTIMS 3. i love you(Instrumental)                                                                                                 | NTV系「『AX MUSIC-TV』AX POWER PLAY #013                                                                                         |
| 2nd                                            | 2002/10/23     | HOTARU                     | UPCH-5125                         | 1. HOTARU 2. HOTARU-acoustic- 3. HOTARU〔Instrumental〕                                                                                              | |
| 3rd                                            | 2009/11/11     | W-B-X 〜W-Boiled Extreme〜 | AVCA-29379/B:CD+DVD AVCA-29380:CD | CD 1. W-B-X 〜W-Boiled Extreme〜 2. W-B-X Hard Boiled Jazz Edit. 3. W-B-X 〜W-Boiled Extreme〜 instrumental DVD 1. W-B-X 〜W-Boiled Extreme〜        | 「上木彩矢 w TAKUYA」名義作品。「仮面ライダーW」の主題歌のため結成されたユニット。 オリコン最高8位、登場回数27回                 |
| 4th                                            | 2012/1/18      | 愛×Go! 勇×Go!              | AVCA-49407                        | 1. 愛×GO! 勇×GO! 2. Blue Flame(オリックス・バファローズ 小松聖 投手 入場テーマ曲) 3. 愛×GO! 勇×GO!(BAKUGAN size edit) 4. 愛×GO! 勇×GO!(Instrumental) | テレビ東京系アニメ「爆丸バトルブローラーズ ガンダリシアンインベーダーズ」TVアニメ第3期32話-（2011年11月-）のエンディングテーマ。 |
| MIND THE GAP(TAKUYA & SHOGO（175R）のユニット) |                |                            |                                   | | |
| 1st                                            | 2012/2/22      | 理 -Kotowari-              |                                   | | 配信 『秘密のケンミンSHOW』（日本テレビ系）のエンディングテーマ曲（2012年1月-3月）                                               |

### アルバム
|        | 発売日     | タイトル                                      | 規格品番   | 収録曲 | 備考                         |
| ROBOTS | ROBOTS     | ROBOTS                                        | ROBOTS     | ROBOTS | ROBOTS                       |
| ------ | ---------- | --------------------------------------------- | ---------- | --- | ---------------------------- |
| 1st    | 1997/11/6  | GUITAR DE POP                                 | ESCB-1845  | 1. ROBOT 2. ネコだ 3. いつかの夜の夢 4. まぶたの裏の休日 5. 教会のうた 6. パレット 7. 空色 8. 光の全く無いイメージ 9. コイビト 10. GUITAR DE POP                                                                                   | オリコン最高17位             |
| 2nd    | 1999/11/3  | Cloud Collector                               | ESCB-2043  | 1. ハートの遺伝子 2. JUMPING JACK(Album Version) 3. DOG LIFE 4. Cloud Collector 5. Angel Dust 6. 東京ヴァンパイア 7. HYPER HYPER 8. 左岸ミッドナイト 9. 5mmの虹 10. アイトイウナノエキ                                             | オリコン最高45位             |
| 3rd    | 2007/9/5   | Dying Music                                   | TER-25003  | 1. THE EARTH 2. キルミーリルビー 3. TRANSONIC 4. I IMAGINE LOVE(It's an emergency) 5. ANALOG 6. I WANT TO HEAT UP TONIGHT 7. ナイトメアリー 8. UK OK? 9. BIG APPLE 10. Greatest Delight 11. The World Is Falling Down, Is It True? | レヴェイユ オリコン最高294位 |
| 4th    | 2009/2/18  | 転がれサンディもサムも                        | COCP-60053 | 1. 転がるロシアンブルー 2. COME ON WAKE UP EVERYBODY 3. ZERO 4. ジェット気流 5. A LOVE SONG 6. タンバリン 7. 初恋 8. バタフライ 9. ローリングサンディ ローリングサム                                                               | コロムビア オリコン最高219位 |
| TAKUYA |            |                                               |            | |                              |
| 1st    | 2002/11/27 | THE WIDE WILD WORLD                           | UPGH-1001  | 1. Mars? 2. SUPER LOVERS 3. i love you 4. HOTARU 5. 日々の泡 6. BETTER DAYS 7. アヴォカド 8. NOIZ (96k) 9. 北京飯店 10. 記憶のノート 11. ただいま                                                                                  |                              |
| 2nd    | 2004/9/1   | 54 it                                         | UPCH-1365  | 1. NICO 2. VS 03 (LHN to JFK) 3. 食卓ゲーム 4. マニーの虎 5. EUROSTAR 6. MARITIME HOTEL 7. JULY 4th 8. I IMAGINE LOVE 9. Music Festival 10. 54it 2004(featuring a.mia)                                                             | 読み方は「go for it」        |
| 3rd    | 2011/11/9  | トキドキココロハアメ デモアメノチカナラズハレ | DQC-800    | 1. G.T.B.T. 2. MAGIC RIDE 3. WINDY 4. 僕の部屋で 君の部屋で 5. レジスタンス 6. 怪獣とヒーロー 7. ヘイ アニマルズ 8. 暗闇ひとりマイム 9. LOUD 4 WAX（instrumental） 10. IN WONDERLAND 11. 時々心は雨 でも雨のち必ず晴れ             |                              |

### アプリ
TAKUYA
1. TAKUYAが教えるギター・レッスン “Guitar de POP”（2013/11/20）スマートフォン向けギター教則アプリ

### 映像作品
ROBOTS
1. video ALCHEMY（1998/9/9）VHS,PlayStation用音楽ソフト
  1. ALCHEMIST
  2. パレット
  3. ROBOT
  4. she-through
  5. コイビト
  6. 光の全くないイメージ

- その他の映像作品

1. ROBOTS DYING MUSIC TOUR2007@SHIBUYA CLUB QUATTRO（2008/3/2）DVDのみ、ライヴ会場及びインターネット限定販売
  1. D_M_C
  2. キルミーリルビー
  3. ナイトメアリー
  4. TRANSONIC
  5. I IMAGINE LOVE(It's an emergency)
  6. The World Is Falling Down, Is It True?
  7. THE EARTH
  8. Greatest Delight
  9. GUITAR DE POP
  10. VS 003
  11. ROBOT
  12. UK OK?（VIDEO CLIP）

### 参加作品
- Fever The Quarter (shogo from 175R & takuya from ROBOTS) 「愛をちょうだい」 (2006年4月26日)
- mihimaru GT 「アンビリーバボー feat. TAKUYA」 (2010年2月10日)
- Hero Music All Stars 「情熱 〜We are Brothers〜」 (2012年4月25日)
- 大黒摩季 「FIGHT★GO☆FIGHT 〜戦え BLOODY HEART〜 feat. TAKUYA」 (2018年12月5日)
- Big Gadgets ft. 上木彩矢 w TAKUYA 「Private Eye」 (2022年9月28日)
- 上木彩矢wTAKUYA 「W-L-X 〜W got Lost in Matrix〜」 (2023年1月15日)

## ミュージックビデオ
ROBOTS
| 監督      | 曲名                                                                               |
| JON KLEIN | 「コイビト」                                                                       |
| 不明      | 「ALCHEMIST」「Cloud Collector」「JUMPING JACK」「ROBOT」「UK OK?」「she-through」 |

TAKUYA
| 監督                                          | 曲名           |
| 河瀬直美                                      | 「HOTARU」     |
| The popular society in callabration with ZEEL | 「i love you」 |

## 楽曲提供
AARON(炎亜綸)
- 「Gelato」（作曲・プロデュース）
- 「MOISTURIZING」（作曲・プロデュース）
- 「モノクローム・ダンディー」（作曲・プロデュース）（作曲はVictor Lau、竹本健一と共作）
- アルバム「Vacation」（作曲・プロデュース）

Astronauts
- 「ENDLESS PLAY」（作曲・共編曲）

おはガールちゅ!ちゅ!ちゅ!
- 「こいしょ!!!」（作曲）
- 「夏サンキュ!!!」（作曲）
- 「夢ふうせん」（作曲）
- 「心友の樹」（作曲）

喜多修平
- 「Breakin' through」（作曲・共編曲・プロディース・ギター）（編曲はh-wonderと共同）
- 「キミの記憶」（nishi-kenと共編曲・プロデュース・ギター）
- 「一斉の声」（作曲・共編曲・プロディース・ギター）（編曲はh-wonderと共同）

girugamesh
- 「絶頂BANG!!」（編曲・プロデュース）

ClariS
- 「ナイショの話」（ryoと共編曲・サウンドプロデュース・コーラス・ギター）

コアラモード.
- 「五月雨式ですみません」（作詞・作曲）（作曲はコアラモード.と共作）[8]

佐久間正英
- 「Last Days」（作詞・作曲・ボーカル・ギター・コーラス）（作詞は佐久間正英、神谷アントニオと共作、作曲は佐久間と共作）

猿岩石
- 「初恋」（作詞・作曲・編曲）（編曲はROBOTS名義）

椎名慶治
- 「疑似パラドックス」(作曲）

CYaRon!
- 「ある日…永遠みたいに!」(作曲)
- 「Whistle of Revolution」(作曲・編曲)
- 「ドラゴンライダーズ」(作曲)

ジュエミリア
- 「リセット」（共作詞・作曲・編曲）（作詞は秋元康と共作）

SHOGO
- 「ドリーマービリーバー」（編曲・ギター・コーラス）

私立恵比寿中学
- 「ハイタテキ!」（作曲・共編曲・ギター）（編曲はKeisuke Iizukaと共同）
- 「紅の詩」（作詞・作曲・共編曲・コーラス・ギター）（編曲はKeisuke Iizukaと共作）
- 「青春ゾンビィィズ」（作詞・作曲・ギター）（編曲：EFFY）

SMAP
- 「ススメ!」（2003年6月25日）（作曲）

高橋瞳
- 「コミュニケイション」（作曲・編曲・プロディース）
- 「コ・モ・レ・ビ」（作曲・編曲・プロディース・ギター）
- 「キャンディ・ライン」（作曲・編曲・プロディース・ギター・ベース）
- 「感じるまま」（編曲・プロディース・ギター）
- 「JET BOY JET GIRL」（作曲・編曲・プロディース・プログラミング・ギター・キーボード）
- 「PRIDE」（編曲・プロディース・プログラミング・ギター・キーボード）
- 「強くなれ」（共作詞・作曲・編曲・プロディース・ギター）（作詞はmavie・高橋瞳と共作）
- 「青空のナミダ -'07 Ver.-」（編曲・プロディース・ギター）
- 「グラデュエイション」（作詞・作曲・編曲・プロデュース）
- 「ブレイクスルー」（作曲・編曲・プロデュース）
- 「夜のメロディー」（編曲・プロデュース）
- 「恋愛狂の詩」（編曲・プロデュース）
- 「セレクション」（編曲・プロデュース）
- 「STAY TUNE」（作曲・編曲・プロデュース）

豊崎愛生
- 「カレイドスコープ」（作曲）

ばってん少女隊
- 「崇シ増シ×××物語」（作詞・作曲・編曲）

THE NAMPA BOYS
- 「プランジ」（編曲・プロデュース）

misono
- 「美苑味」（作曲）

Milky Bunny
- 「ミルクシェイクSOS!」（共作詞・作曲・編曲）（作詞はTsubasaと共作）

湧口愛美
- 「Smile.」（作曲・ギター）

Liyuu
- 「TRUE FOOL LOVE」（作詞・作曲[9]）

Λucifer
- 「堕天使BLUE」（作曲）
- 「Silent Melody」（作曲）
- 「TOKYO幻想（イリュージョン）」（作曲）
- 「CARNATION CRIME」（作曲）
- 「輪廻の瞳」（作曲）
- 「TSUBASA」（作曲）
- 「ハイパーソニックソウル」（作曲）
- 「世界で一番キレイなモノ」（作曲）
- 「DUMMY」（作曲）
- 「地雷也」（作曲）
- 「フルエルマグマ」（作曲）
- 「LOVE＆PAIN」（作曲）
- 「エゴビジョン」（作曲）
- 「SHELTER」（作曲）

月ノ美兎
- 「ウエルカムトゥザ現世」（作詞・作曲・編曲）（作詞はMEG.MEと共作、編曲はKeisuke Iizukaと共作）[10]

華晨宇
- 「变相怪杰」（作曲）（Jimmy Fung,華晨宇,林承佑と共作）

## レコーディング参加
高橋瞳
- 「DRIVE」（ギター）

## テレビ出演
- 仮面ライダーW（2010年、テレビ朝日） - 本人役で出演（第23話 - 第24話）
- おはスタ（2012年10月30日、テレビ東京） - ミニドラマ『おはガール物語』で本人役として出演

## 主なライブ
- 2007年～2008年 - 布袋寅泰「HOTEI & The WANDERERS FUNKY PUNKY TOUR 2007-2008」
- 2009年05月13日 - ミドリ、ワンマン、2009春。
- 2010年02月28日 - 明日への讃歌
- 2010年05月02日 - COMIN'KOBE10
- 2010年10月9日 - DCPRG
- 2012年03月18日 - HAPPY JACK 2012
- 2017年4月8・9日- 富士見市制施行45周年記念事業「ももクロ春の一大事2017 in 富士見市 〜笑顔のチカラ つなげるオモイ〜」会場：埼玉県・富士見市第2運動公園[11]
- 2021年10月16日・17日 「CYaRon! 2nd LoveLive! ～大革命☆Wake up kingdom～」（同年発売のアルバムにも楽曲提供）